# 下請中小企業振興法
下請中小企業振興法（したうけちゅうしょうきぎょうしんこうほう、昭和45年12月26日法律第145号）は、中小企業振興に関する日本の法律である。
主務官庁は経済産業省。1970年（昭和45年）12月の第64回国会において可決・成立、同年12月26日公布、同日施行。

## 目的
この法律は、下請中小企業の経営基盤の強化を効率的に促進するための措置を講ずるとともに、下請企業振興協会による下請取引のあっせん等を推進することにより、下請関係を改善して、下請関係にある中小企業者が自主的にその事業を運営し、かつ、その能力を最も有効に発揮することができるよう下請中小企業の振興を図り、もって国民経済の健全な発展に寄与することを目的とする（第1条）。
親事業者の協力のもとに、下請中小企業の体質を強化し、下請性を脱した独立性のある企業への成長を促すことが本法の狙いである。同じく下請事業者との取引の適正化を図ることを目的とする下請代金支払遅延等防止法が規制法規であるのに対し、本法は下請中小企業を育成・振興する支援法としての性格を有する。

## 定義
中小企業者
次の各号のいずれかに該当する者をいう（第2条1項）。
1. 資本金の額又は出資の総額が3億円以下の会社並びに常時使用する従業員の数が300人以下の会社及び個人であって、製造業、建設業、運輸業その他の業種（次号に掲げる業種及び第3号の政令で定める業種を除く。）に属する事業を主たる事業として営むもの
2. 資本金の額又は出資の総額が5千万円以下の会社並びに常時使用する従業員の数が100人以下の会社及び個人であって、サービス業（次号の政令で定める業種を除く。）に属する事業を主たる事業として営むもの
3. 資本金の額又は出資の総額がその業種ごとに政令で定める金額以下の会社並びに常時使用する従業員の数がその業種ごとに政令で定める数以下の会社及び個人であって、その政令で定める業種に属する事業を主たる事業として営むもの[2]
4. 企業組合
5. 協業組合

親事業者
法人にあっては資本金の額若しくは出資の総額が自己より小さい法人たる中小企業者又は常時使用する従業員の数が自己より小さい個人たる中小企業者に対し次の各号のいずれかに掲げる行為を委託することを業として行うもの、個人にあっては常時使用する従業員の数が自己より小さい中小企業者に対し次の各号のいずれかに掲げる行為を委託することを業として行うものをいう（第2条2項）。
1. その者が業として行う販売若しくは業として請け負う製造（加工を含む。以下同じ。）の目的物たる物品若しくはその半製品、部品、附属品若しくは原材料若しくは業として行う物品の修理に必要な部品若しくは原材料の製造又はその者が業として使用し若しくは消費する物品若しくはその半製品、部品、附属品若しくは原材料の製造
2. その者が業として行う販売又は業として請け負う製造の目的物たる物品又はその半製品、部品、附属品若しくは原材料の製造のための設備又はこれに類する器具の製造（前号に掲げるものを除く。）又は修理
3. その者が業として請け負う物品の修理の行為の全部若しくは一部又はその者がその使用する物品の修理を業として行う場合におけるその修理の行為の一部（前号に掲げるものを除く。）
4. その者が業として行う提供若しくは業として請け負う作成の目的たる情報成果物の作成の行為の全部若しくは一部又はその者が業として使用する情報成果物の作成の行為の全部若しくは一部
5. その者が業として行う提供の目的たる役務を構成する行為の全部又は一部

情報成果物
次に掲げるものをいう（第2条3項）。
1. プログラム（電子計算機に対する指令であって、一の結果を得ることができるように組み合わされたものをいう。）
2. 映画、放送番組その他影像又は音声その他の音響により構成されるもの
3. 文字、図形若しくは記号若しくはこれらの結合又はこれらと色彩との結合により構成されるもの
4. 前三号に掲げるもののほか、これらに類するもので政令で定めるもの

下請事業者
中小企業者のうち、法人にあっては資本金の額若しくは出資の総額が自己より大きい法人又は常時使用する従業員の数が自己より大きい個人から委託を受けて第2条2項各号のいずれかに掲げる行為を業として行うもの、個人にあっては常時使用する従業員の数が自己より大きい法人又は個人から委託を受けて同項各号のいずれかに掲げる行為を業として行うものをいう（第2条4項）。
特定下請事業者
下請事業者のうち、その行う事業活動についてその相当部分が長期にわたり特定の親事業者との下請取引に依存して行われている状態として経済産業省令で定めるもの（以下「特定下請取引への依存の状態」という。）にあるものをいい、「特定親事業者」とは、特定下請事業者についての当該特定の親事業者をいう（第2条5項）。
特定下請連携事業
2以上の特定下請事業者が有機的に連携し、当該特定下請事業者のそれぞれの経営資源（設備、技術、個人の有する知識及び技能その他の事業活動に活用される資源をいう。以下同じ。）を有効に活用して、新たな製品又は情報成果物の開発又は生産若しくは作成、新たな役務の開発又は提供、製品又は情報成果物の新たな生産若しくは作成又は販売の方式の導入、役務の新たな提供の方式の導入その他の新たな事業活動を行うことにより、特定親事業者以外の者との下請取引その他の取引を開始し又は拡大し、当該特定下請事業者のそれぞれの事業活動において特定下請取引への依存の状態の改善を図る事業をいう（第2条6項）。

## 振興基準
経済産業大臣は、下請中小企業の振興を図るため下請事業者及び親事業者のよるべき一般的な基準（振興基準）を定めなければならない（第3条1項）。振興基準は、中小企業基本法第2条5項に規定する小規模企業者の下請取引の実態その他の事情を勘案して定めなければならない（第3条3項）。経済産業大臣は、振興基準を定めたときは、遅滞なく、これを公表しなければならない（第3条4項）。主務大臣は、下請中小企業の振興を図るため必要があると認めるときは、下請事業者又は親事業者に対し、振興基準に定める事項について指導及び助言を行なうものとする（第4条）。経済産業大臣は、振興基準を定めようとするときは、下請事業者及び親事業者の事業を所管する大臣に協議するとともに、中小企業政策審議会の意見を聴かなければならない（第27条3項）。振興基準は、1971年（昭和46年）3月12日に策定・公表され、その後の経済情勢の変化等を踏まえ、数次の改正を行い、現行のものは2022年（令和4年）7月29日改正のものである。
振興基準には、次に掲げる事項を定めるものとする（第3条2項）。
- 下請事業者の生産性の向上及び製品若しくは情報成果物の品質若しくは性能又は役務の品質の改善に関する事項
- 発注書面の交付その他の方法による親事業者の発注分野の明確化及び親事業者の発注方法の改善に関する事項
- 下請事業者の施設又は設備の導入、技術の向上及び事業の共同化に関する事項
- 対価の決定の方法、納品の検査の方法その他取引条件の改善に関する事項
- 下請事業者の連携の推進に関する事項
- 下請事業者の自主的な事業の運営の推進に関する事項
- 下請取引に係る紛争の解決の促進に関する事項
- 下請取引の機会の創出の促進その他下請中小企業の振興のため必要な事項

## 下請中小企業振興事業計画
親事業者及びその1若しくは2以上の下請事業者又はその構成員の大部分が当該親事業者の下請事業者である事業協同組合その他の団体（以下「下請事業者等」という。）は、当該親事業者の発注分野の明確化、当該1若しくは2以上の下請事業者又は当該団体の構成員である当該親事業者の下請事業者の施設又は設備の導入、共同利用施設の設置、技術の向上及び事業の共同化その他の下請中小企業の振興に関する事業（以下「振興事業」という。）について下請中小企業振興事業計画（以下「振興事業計画」という。）を作成し、これを主務大臣に提出して、当該振興事業計画が適当である旨の承認を受けることができる（第5条1項）。親事業者は、下請事業者等が振興事業計画の作成について協議したい旨を申し出たときは、当該下請事業者等と協議し、振興事業計画の作成に協力しなければならない（第5条3項）。振興事業計画には、次の各号に掲げる事項を記載しなければならない（第5条2項）。
- 振興事業の目標及び内容
- 振興事業の実施時期
- 振興事業を実施するのに必要な資金の額及びその調達方法

振興事業計画申請書（施行規則様式第一）には次の書類を添付しなければならない（施行規則第2条2項）。
- 当該親事業者（法人である場合に限る。）の資本金の額又は出資の総額
- 当該親事業者の常時使用する従業員の数
- 当該親事業者（法人である場合に限る。）の定款
- 当該親事業者の振興事業計画に係る事業所の所在地、名称、責任者名、常時使用する従業員の数及び主要品目ごとの生産金額又は売上高
- 当該下請事業者等（第5条1項に規定する団体である場合にあっては、その構成員）の氏名又は名称、資本金の額又は出資の総額、常時使用する従業員の数及び当該親事業者との間の取引の状況
- 当該下請事業者等（第5条1項に規定する団体である場合に限る。）の団体名及び代表者名並びに構成員の振興事業計画に参加することの有無
- 振興事業計画について議決をした当該下請事業者等（第5条1項に規定する団体である場合に限る。）の総会又は総代会の議事録の写し
- 当該下請事業者等の最近一期間の事業報告書、貸借対照表及び損益計算書（これらの書類がない場合にあっては、最近一年間の事業内容の概要を記載した書類）

主務大臣は、下請中小企業振興事業計画の承認の申請があった場合において、当該振興事業計画が次の各号に該当するものであると認めるときは、この承認をするものとする（第6条）。承認を受けた親事業者及び下請事業者等は、当該承認に係る振興事業計画を変更しようとするときは、主務大臣の承認を受けなければならない（第7条1項）。
1. 第5条2項1号に掲げる事項が振興基準に照らして適切なものであり、かつ、当該親事業者及び下請事業者等がその事項を達成するのに必要な適格性を有するものであること。
2. 第5条2項2号及び3号に掲げる事項が当該振興事業を確実に遂行するため適切なものであること。
3. 当該下請事業者等が第5条1項に規定する団体である場合には、次に掲げる要件の全てを満たすこと。
  - 当該団体の構成員が当該振興事業に参加することについて不当に差別されないものであること。
  - 当該団体の構成員である下請事業者の大部分が当該振興事業に参加するものであること。

## 特定下請連携事業計画
2以上の特定下請事業者は、共同で行おうとする特定下請連携事業に関する計画（特定下請連携事業計画。2以上の特定下請事業者が会社（1又は2以上の当該特定下請事業者が資本金の額又は出資の総額の2分の1以上を出資しているものに限る。以下「特定会社」という。）と共同で特定下請連携事業を行おうとする場合にあっては、当該2以上の特定下請事業者が当該特定会社と共同で行う特定下請連携事業に関するものを含む。）を作成し、主務省令で定めるところにより、代表者を定め、これを主務大臣に提出して、その特定下請連携事業計画が適当である旨の認定を受けることができる（第8条1項）。代表者は一名とする（施行規則第4条3項）。この認定を受けた特定下請事業者（以下「認定特定下請事業者」という。）は、当該認定に係る特定下請連携事業計画を変更しようとするときは、主務省令で定めるところにより、主務大臣の認定を受けなければならない（軽微な変更については、この限りでない。第10条1項）。特定下請連携事業計画には、次の各号に掲げる事項を記載しなければならない（第8条2項）。
1. 特定下請連携事業の目標
2. 特定下請連携事業の内容及び実施時期
3. 特定下請連携事業を共同で行う特定下請事業者（特定会社を含む。）以外の事業者（以下「共同事業者」という。）がある場合又は特定下請連携事業の実施に協力する一般社団法人、一般財団法人その他の者（以下「協力者」という。）がある場合は、当該共同事業者又は協力者の名称及び住所並びにその代表者の氏名
4. 特定下請連携事業のために当該共同事業者又は協力者が提供する経営資源の内容
5. 特定下請連携事業を実施するために必要な資金の額及びその調達方法

特定下請連携事業計画申請書（施行規則様式第三）には、次の書類を添付しなければならない（施行規則第4条2項）。
- 当該特定下請事業者（法人である場合に限る。）の定款
- 当該特定下請事業者の最近二期間の事業報告書、貸借対照表及び損益計算書（これらの書類がない場合にあっては、最近一年間の事業内容の概要を記載した書類）
- 特定下請連携事業を共同で行う特定下請事業者、特定会社及び共同事業者並びに特定下請連携事業の実施に協力する者（以下「連携参加者」と総称する。）の当該特定下請連携事業計画に関する同意書の写し

主務大臣は、特定下請連携事業計画の認定の申請があった場合において、当該申請に係る特定下請連携事業計画が次の各号のいずれにも適合するものであると認めるときは、その認定をするものとする（第9条）。
1. 第8条2項1号、2号及び4号に掲げる事項が振興基準に照らして適切なものであること。
2. 当該特定下請連携事業に係る新たな事業活動を行うことにより、特定親事業者以外の者との下請取引その他の取引の開始又は拡大を通じて、当該特定下請事業者のそれぞれの事業活動において特定下請取引への依存の状態の改善が行われるものであること。
3. 第8条2項2号、4号及び5号に掲げる事項が特定下請連携事業を確実に遂行するため適切なものであること。

親事業者の海外展開や国内での集約等が進む中、下請中小企業は厳しい状況に直面しており、顧客の需要に対応した商品・サービスの提供の展開に向けた新事業活動を行うことにより、自立的に取引先の開拓を図ることが急務である。これらに対応するため、2013年（平成25年）9月の改正法施行により、下請中小企業が連携して自立的に取引先を開拓する計画（特定下請連携事業計画）を創設し、計画の認定を受けた者に対し、中小企業信用保険法の特例等の支援措置を講じることとしたものである。

## 管掌
中小企業基盤整備機構
独立行政法人中小企業基盤整備機構は、認定事業者の依頼に応じて、下請中小企業取引機会創出事業に関する情報の提供その他必要な協力の業務を行う（第22条）。独立行政法人中小企業基盤整備機構は、下請企業振興協会の依頼に応じて、下請中小企業の振興を図るために必要な情報の提供その他必要な協力の業務を行う（第25条）。
下請企業振興協会
国及び都道府県は、一般社団法人又は一般財団法人であって次に掲げる業務を行うもの（下請企業振興協会）に対し、下請取引の円滑化を促進して下請中小企業の振興を図るため、その業務に関し必要な指導及び助言を行うように努めるものとする（第23条）。現在、全国組織の「公益財団法人全国中小企業振興機関協会」と、すべての都道府県に都道府県協会が置かれている。
1. 下請取引のあっせんを行うこと。
2. 下請取引に関する苦情又は紛争について相談に応じ、その解決についてあっせん又は調停を行うこと。
3. 下請中小企業の振興のために必要な調査又は情報の収集若しくは提供を行うこと。

下請企業振興協会は、認定特定下請事業者その他の下請事業者に対する下請取引のあっせんその他の業務について、下請事業者の下請取引の実態その他の事情に配慮しつつ、公正的確に、かつ、広域にわたり効率的に遂行するように努めるものとする（第24条）。
政府
政府は、承認計画又は認定計画に従つて振興事業又は特定下請連携事業を実施するのに必要な資金の確保又はその融通のあっせんに努めるものとする（第13条）。主務大臣は、第5条1項の承認を受けた親事業者又は下請事業者等に対し、振興事業の実施状況について報告を求めることができる（第14条1項）。主務大臣は、認定計画に従つて特定下請連携事業を行う者に対し、認定計画の実施状況について報告を求めることができる（第14条2項）。
この法律における主務大臣は、次のとおりとする（第27条1項）。
1. 第4条の規定による指導又は助言については、当該下請事業者又は親事業者の事業を所管する大臣とする。
2. 第5条1項、第6条若しくは第7条1項の規定による承認、第7条2項の規定による承認の取消し又は第14条1項の規定による報告の徴収については、当該振興事業計画に従つて振興事業を実施すべき事業者の事業を所管する大臣とする。
3. 第8条1項、第9条若しくは第10条1項の規定による認定、第10条3項の規定による認定の取消し又は第14条2項の規定による報告の徴収については、経済産業大臣及び認定特定下請連携事業に係る事業を所管する大臣とする。

第8条1項及び第10条1項における主務省令は、第27条1項3号に規定する主務大臣が共同で発する命令とし、第28条における主務省令は、同号に規定する主務大臣の発する命令とする（第27条2項）。
この法律による主務大臣の権限は、主務省令で定めるところにより、地方支分部局の長に委任することができる（第28条）とされ、以下の通り権限が委任される（施行規則第8条）。
- 第8条1項、第10条1項から3項まで及び第14条2項の規定による主務大臣の権限（経済産業大臣に属するものに限る。）は、当該特定下請連携事業計画の代表者の主たる事務所の所在地を管轄する経済産業局長に委任されるものとする。ただし、経済産業大臣が自らその権限を行うことを妨げない。
- 第8条1項、第10条1項から3項まで及び第14条2項の規定による主務大臣の権限（経済産業大臣に属するものを除く。この項において同じ。）のうち、次の各号に掲げるものは、当該各号に定める者に委任されるものとする。ただし、主務大臣が自らその権限を行うことを妨げない。
  1. 特定下請事業者が共同で作成した特定下請連携事業計画であって当該特定下請連携事業計画に従って行われる特定下請連携事業の全部又は一部が総務大臣の所管に属するものに関する総務大臣の権限 - 当該計画の代表者の主たる事務所の所在地を管轄する総合通信局長（沖縄総合通信事務所長を含む。）
  2. 特定下請事業者が共同で作成した特定下請連携事業計画であって当該特定下請連携事業計画に従って行われる特定下請連携事業の全部又は一部が財務大臣の所管に属するものに関する財務大臣の権限（国税庁の所掌に係るものに限る。） - 当該計画の代表者の主たる事務所の所在地を管轄する国税局長（沖縄国税事務所長を含む。）
  3. 特定下請事業者が共同で作成した特定下請連携事業計画であって当該特定下請連携事業計画に従って行われる特定下請連携事業の全部又は一部が厚生労働大臣の所管に属するものに関する厚生労働大臣の権限 - 当該計画の代表者の主たる事務所の所在地を管轄する地方厚生局長（四国厚生支局の管轄区域内にある場合にあっては、四国厚生支局長）
  4. 特定下請事業者が共同で作成した特定下請連携事業計画であって当該特定下請連携事業計画に従って行われる特定下請連携事業の全部又は一部が農林水産大臣の所管に属するものに関する農林水産大臣の権限 - 当該計画の代表者の主たる事務所の所在地を管轄する地方農政局長又は北海道農政事務所長
  5. 特定下請事業者が共同で作成した特定下請連携事業計画であって当該特定下請連携事業計画に従って行われる特定下請連携事業の全部又は一部が国土交通大臣の所管に属するものに関する国土交通大臣の権限 - 当該計画の代表者の主たる事務所の所在地を管轄する地方整備局長及び北海道開発局長、地方運輸局長（国土交通省設置法第4条1項15号、18号、86号、87号、92号、93号及び128号に掲げる事務並びに同項86号に掲げる事務に係る同項19号及び22号に掲げる事務に係る権限については、運輸監理部長を含む。）又は地方航空局長

国は、下請中小企業の振興を図るために必要があると認めるときは、振興基準に定める事項に関する調査を行い、その結果を公表するものとする（第26条）。この規定に基づき、経済産業省は毎年3月・9月を価格交渉促進月間と定め、各「月間」終了後には、多数の中小企業に対して、主な取引先との価格交渉・価格転嫁の状況についてのフォローアップ調査が実施され、価格転嫁率や業界ごとの結果、順位付け等の結果をとりまとめるとともに、状況の芳しくない親事業者に対しては指導・助言が実施され、大企業と下請中小企業との取引の適正化を促している。また2023年より価格交渉促進月間にあわせて下請中小企業を対象にアンケートを実施して、価格交渉と価格転嫁に後ろ向きな企業を実名で公表している。